# Jack Chambers
Jack Chambers, także J.K. Chambers (ur. 12 lipca 1938 w Grimsby) – kanadyjski językoznawca. Zajmuje się wariacyjnością i zmiennością języka. 
Jest specjalistą od angielszczyzny kanadyjskiej. Prowadzi szeroko zakrojone badania w dziedzinie socjolingwistyki. Wprowadził do lingwistyki termin „Canadian raising”, określający typowo kanadyjską formę wymowy. 
Studia magisterskie z zakresu anglistyki ukończył na Uniwersytecie Królowej w Kingston. Doktorat z językoznawstwa uzyskał w 1970 r. na Uniwersytecie Alberty. Objął stanowisko profesora lingwistyki na Uniwersytecie w Toronto.
Zajmuje się także krytyką jazzową.

## Wybrana twórczość
- Sociolinguistic Theory: Linguistic Variation and Its Social Significance (1995)
- The Handbook of Language Variation and Change (współautorstwo, 2002)